# Loukkarinaukko
Loukkarinaukko är en fjärd i Finland. Den ligger i landskapet Egentliga Finland, i den sydvästra delen av landet, 220 km väster om huvudstaden Helsingfors.
Loukkarinaukko avgränsas av Loukkari i norr och av Ränni i söder. i väster ansluter den till Pookinaukko och i öster till Tortinaukko.